# Technology Experiment Satellite
Der Technology Experiment Satellite (kurz TES) war ein indischer Erdbeobachtungssatellit, der von der indischen Weltraumorganisation ISRO betrieben wurde. Er gehört zum Indian-Remote-Sensing-Programm.

## Mission
Die ISRO setzte TES zum Testen neuer Technologien ein. Darunter wurden Tests für Lagekontrollsysteme, Triebwerke, Kamerasysteme und Stromversorgung durchgeführt. Der Satellit war in der Lage, Bilder mit einer Auflösung von 1 Meter zu machen.
TES wurde am 22. Oktober 2001 an Bord einer PSLV-Trägerrakete zusammen mit Proba und BIRD in eine sonnensynchrone Umlaufbahn gebracht.